# Elezioni europee del 2007 in Bulgaria
Le elezioni europee del 2007 in Bulgaria si sono tenute il 20 maggio.

## Risultati
| Liste  | Liste                                                  | Voti      | %     | Seggi |
| ------ | ------------------------------------------------------ | --------- | ----- | ----- |
|        | Cittadini per lo Sviluppo Europeo della Bulgaria       | 420.001   | 21,68 | 5     |
|        | Coalizione per la Bulgaria (BSP - DSH)                 | 414.786   | 21,41 | 5     |
|        | Movimento per i Diritti e le Libertà                   | 392.650   | 20,26 | 4     |
|        | Unione Nazionale Attacco                               | 275.237   | 14,20 | 3     |
|        | Movimento Nazionale Simeone II                         | 121.398   | 6,27  | 1     |
|        | Unione delle Forze Democratiche                        | 91.871    | 4,74  | -     |
|        | Democratici per una Bulgaria Forte                     | 84.350    | 4,35  | -     |
|        | Coalizione dei Socialdemocratici Bulgari (PBSD - PDSD) | 37.645    | 1,94  | -     |
|        | Unione Nazionale Agraria                               | 29.752    | 1,54  | -     |
|        | Partito Comunista di Bulgaria                          | 18.988    | 0,98  | -     |
|        | Unione dei Democratici Liberi                          | 14.392    | 0,74  | -     |
|        | Partito Verde di Bulgaria                              | 9.976     | 0,51  | -     |
|        | Unione Civica per una Nuova Bulgaria                   | 9.398     | 0,49  | -     |
|        | Ordine, Legge e Giustizia                              | 9.147     | 0,47  | -     |
|        | Maria Stoyanova Serkedzhieva                           | 5.323     | 0,27  | -     |
|        | Nikola Petkov Ivanov                                   | 2.782     | 0,14  | -     |
| Totale | Totale                                                 | 1.937.696 |       | 18    |